# Formatie (stratigrafie)

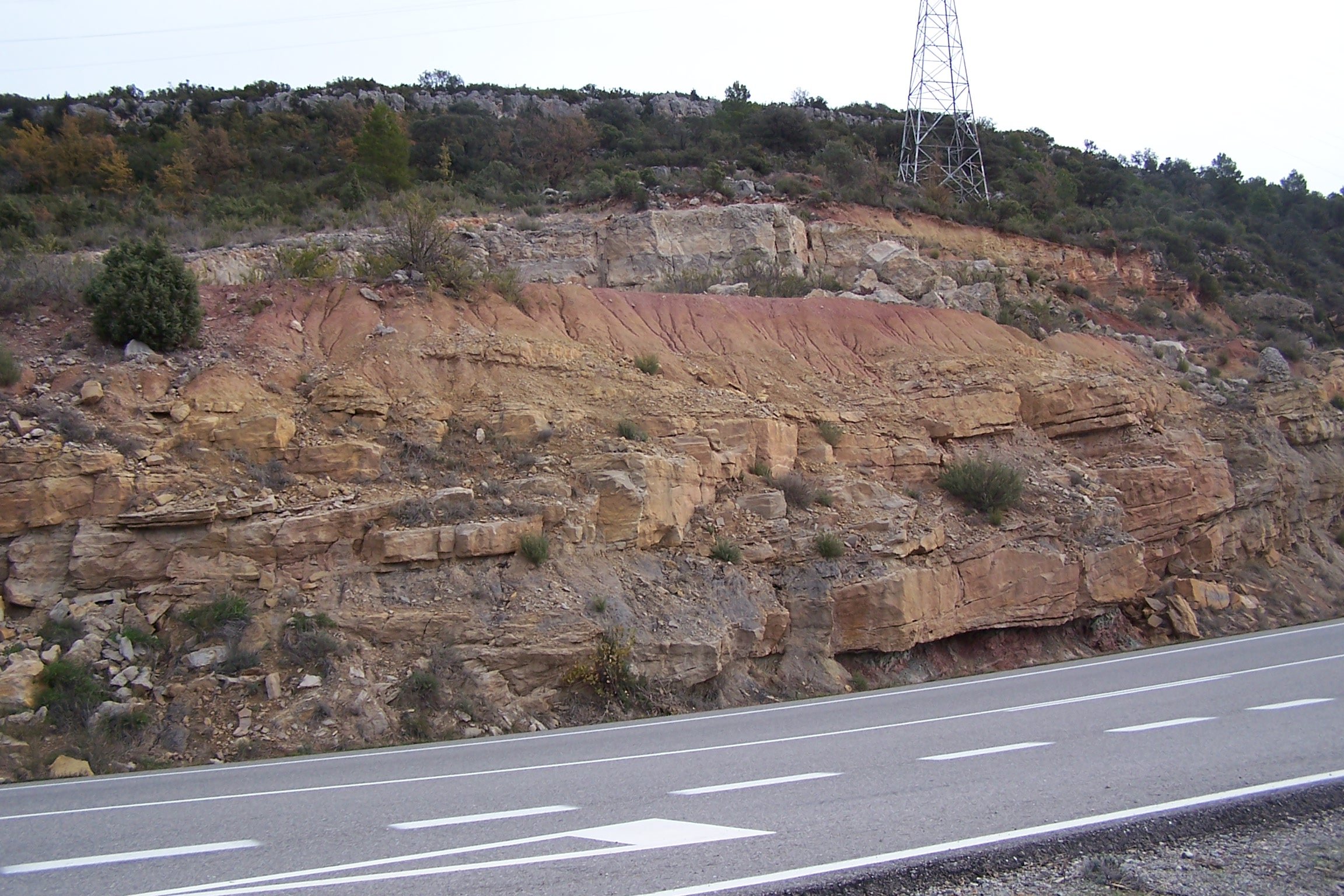
Trempformatie in de buurt van Fontllonga. De rode formatie bestaat uit continentale klei- en zandstenen. De lokale dikte is ongeveer 15 meter.

Een geologische formatie is een eenheid van gesteente in de ondergrond. De formatie is de fundamentele eenheid van de lithostratigrafie, het wetenschappelijk vakgebied dat gesteentelagen op grond van hun zichtbare eigenschappen indeelt. De zichtbare eigenschappen van een gesteente worden samen wel de "lithologie" genoemd, ofwel het gesteentetype. Formaties kunnen uit een homogene laag gesteente met dezelfde lithologie bestaan, maar dat hoeft niet het geval te zijn. Meestal gaat het om een serie onderscheidbare lagen met een bepaalde afwisseling van lithologieën, vergelijkbare diktes, of vergelijkbare fossielen. Formaties kunnen ingedeeld zijn in laagpakketten of leden. Meerdere formaties kunnen samen in een groep ingedeeld zijn; en meerdere groepen kunnen samen weer een supergroep vormen. Tussen formaties en tussen de leden bevinden zich horizonten.

## Indelen van formaties
Bij geologisch onderzoek worden alle gesteentelagen in een bepaald gebied beschreven op grond van hun lithologie. Daarnaast wordt met stratigrafische methodes de volgorde vastgesteld waarin deze lagen op elkaar liggen. Deze volgorde heet de stratigrafische kolom. Meestal wordt de stratigrafische kolom uitgebeeld met een schematisch overzicht waarin de precieze dikte, het gesteentetype en de fossielen van elke laag worden aangegeven.
Aan de hand van de stratigrafische kolom kunnen de voorkomende gesteenten in formaties worden ingedeeld. Meestal krijgen formaties lokale namen en worden ze genoemd naar typelocaties of een plaats waar ze veel voorkomen. Een voorbeeld uit de Pyreneeën is de Tremp-formatie die dagzoomt rondom het Catalaanse stadje Tremp. In deze formatie bevindt zich de Krijt-Paleogeengrens; de afzetting van de formatie begon in het Maastrichtien, de laatste etage van het Krijt, en eindigde in het Paleoceen, de eerste etage van het Paleogeen.
De dikte van een sedimentaire formatie doet er bij het vaststellen van een formatie niet toe en kan bovendien per plek verschillen. Ook stollingsgesteenten en metamorfe gesteenten kunnen in formaties ingedeeld worden. Gesteenten uit hetzelfde tijdvak kunnen op verschillende plekken in verschillende formaties ingedeeld zijn. Ook de indeling van formaties is vrij interpreteerbaar. Sommige geologen kiezen voor andere formatiegrenzen, iets wat het gebruik in vakliteratuur lastig kan maken.

## Voorbeelden
Voorbeelden van geologische formaties zijn de krijtafzetting uit het Maastrichtien in het zuiden van Limburg of de (Pleistocene) vulkanische Laacher See formatie in de Eifel. Ook de Brent-groep is een verzameling formaties (van ondiep naar diep Tarbert, Ness, Etive, Rannoch en Broom) die tezamen een groep vormen en een afzettingsmilieu kenmerken (in het geval van Brent een uitbouwende delta).